# Fällkniven

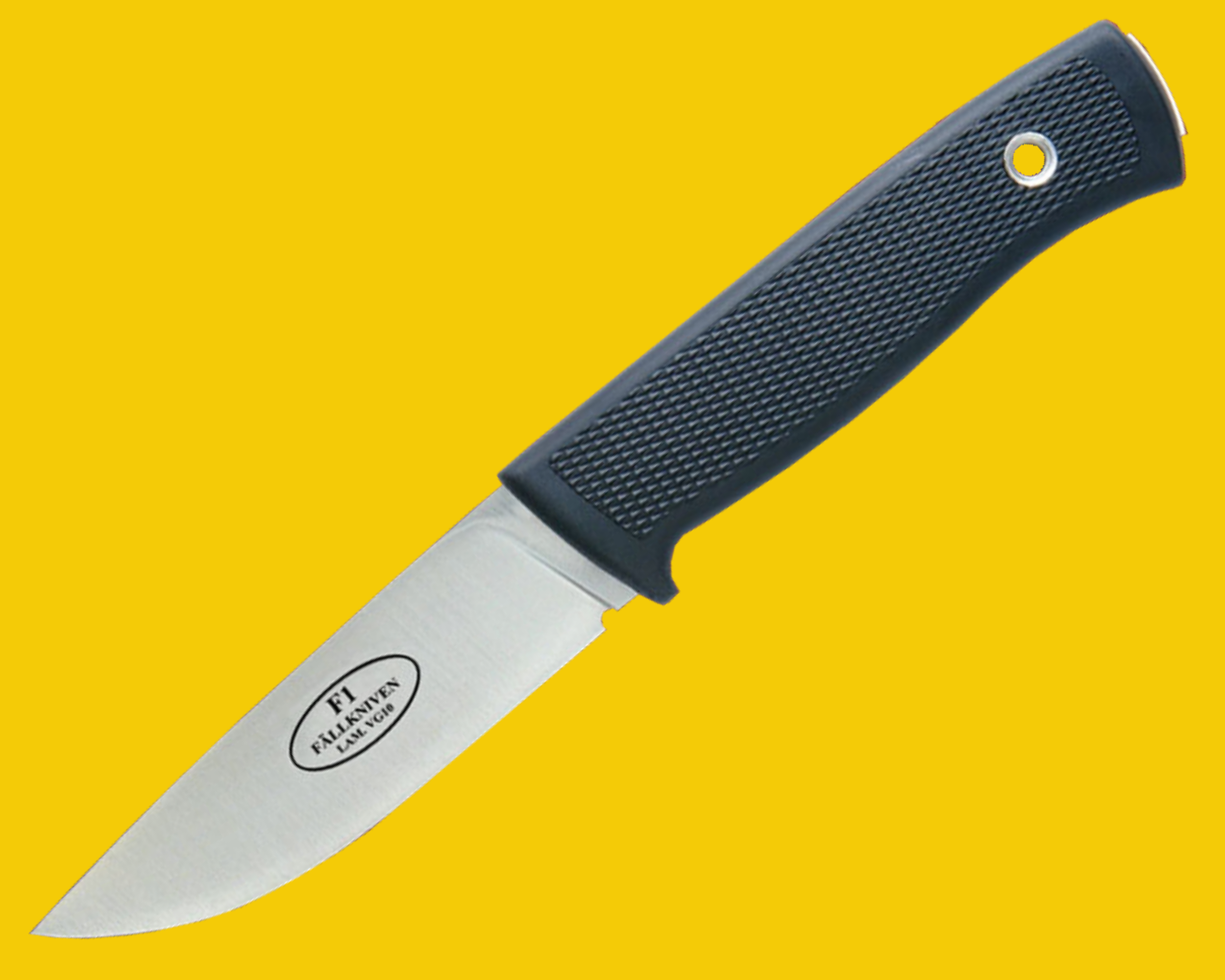
Fällkniven F1

Fällkniven AB è un produttore di coltelli e/o abbellimento del coltello con sede in Svezia. Fällkniven è stata fondata nel 1984 a Boden da Peter Hjortberger. La società iniziò a importare coltelli e, nel 1987, iniziò a progettare coltelli. Nel 2009 Eric Hjortberger, il figlio del fondatore, ha assunto la presidenza di Fällkniven AB.

## Prodotti

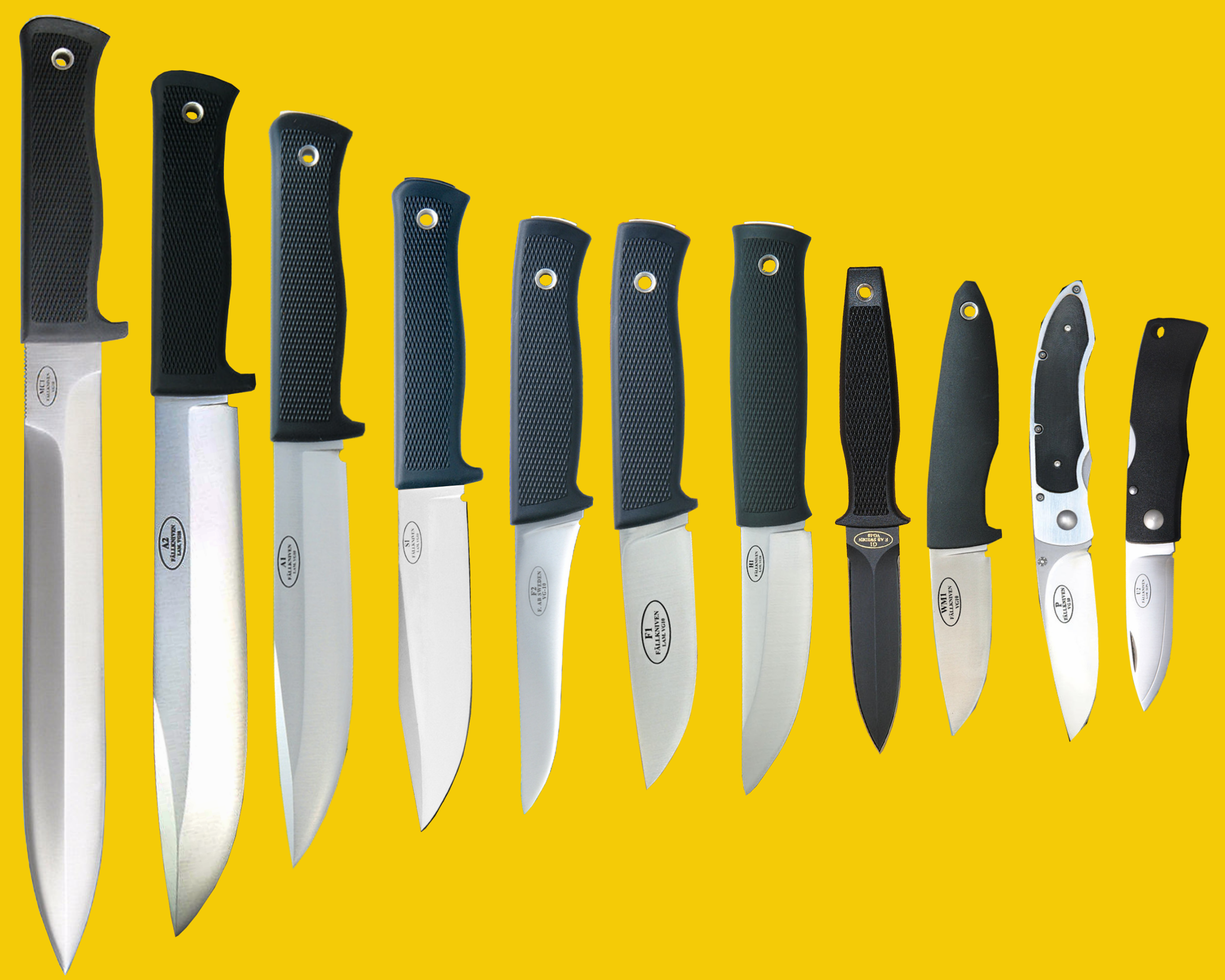
Fällkniven line-up di base

Fällkniven è conosciuta come produttore di coltelli militari e da esterno, fornitore delle forze armate svedesi. Il modello F1 Fällkniven è il coltello di sopravvivenza ufficiale per piloti dell'Aeronautica svedese dal 1995. I modelli F1 e S1 sono omologati per gli equipaggi della marina americana. Il modello F1 è anche il coltello da sopravvivenza ufficiale per l'aeronautica svedese. Fällkniven produce anche coltelli da esterno, da caccia e da cucina come il "Hunting Knife", il "Fällkniven H1".

### Produzione
Fällkniven è una società svedese, ma la maggior parte (se non tutta) della sua produzione viene effettuata da subappaltatori. I primi coltelli F1 realizzati in acciaio ATS34 sono stati fabbricati in Germania da Linder-Solingen. La produzione è stata spostata a Seki, in Giappone, da quando Fällkniven ha sostituito l'acciaio ATS34 con i laminati con anima VG-10 e 3G (SPGS, acciaio in polvere) nei suoi prodotti. Hattori produce tutte le loro lame fisse e Moki produce le loro fodere.

### Varianti della serie F1
10000 unità per il primo ordine militare.
Per il mercato civile, la prima serie, 15000 unità prodotte, tutte numerate. 

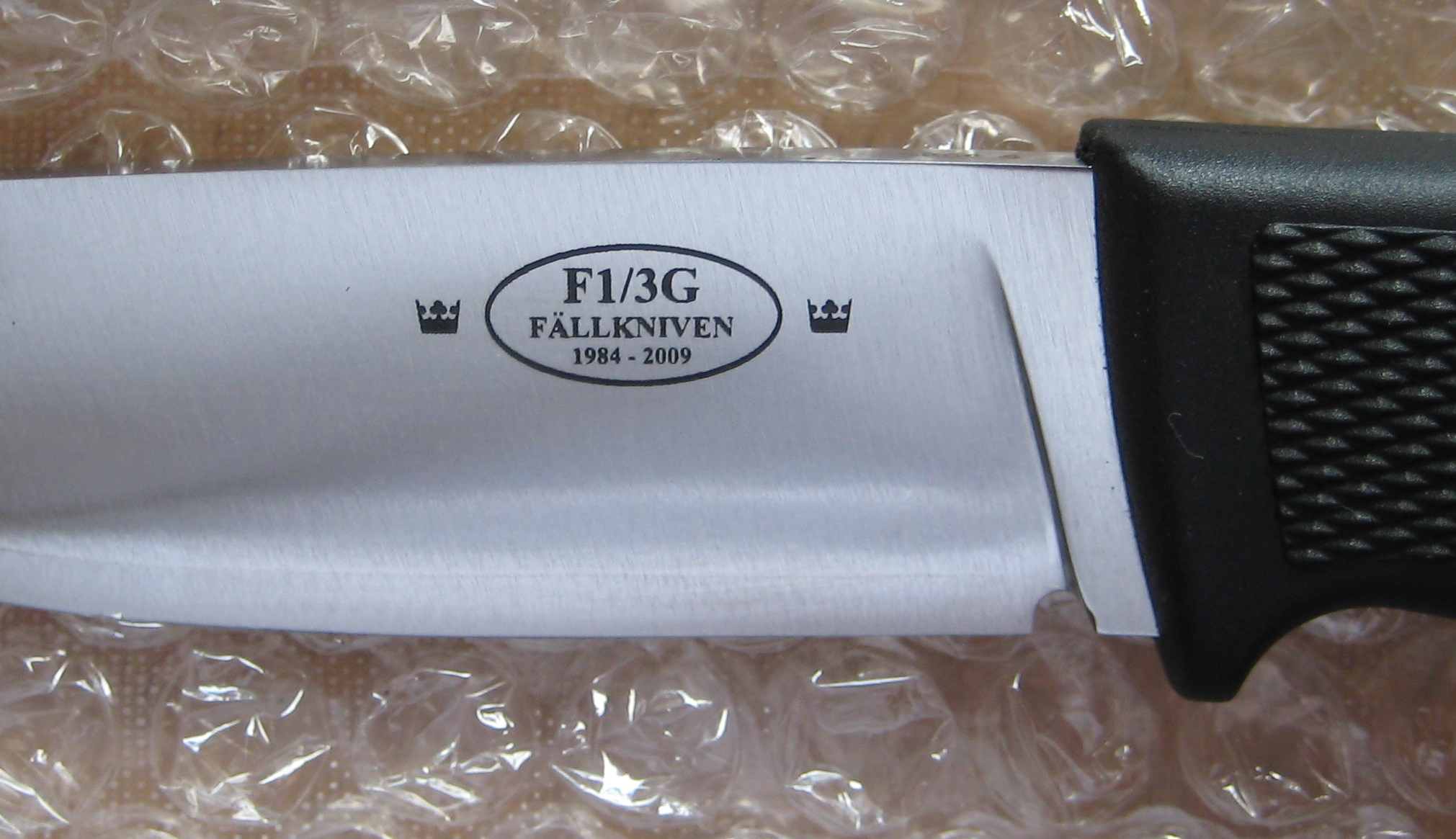
Fallkniven F1, timbro della lama anniversario 25 anni.

F1 3G, edizione speciale dei 25 anni. 1000 unità numerate sul retro.

### Varianti della serie A1
- Fällkniven A1Z

Classificato come un attrezzo di livello militare, vanta un design ergonomico, un tocco tecnico e una fabbricazione economica. Ha anche capacità idrorepellente, ideale per condizioni di freddo estremo. Il coltello poteva essere acquistato con una guaina in pelle o una guaina in cordura. 

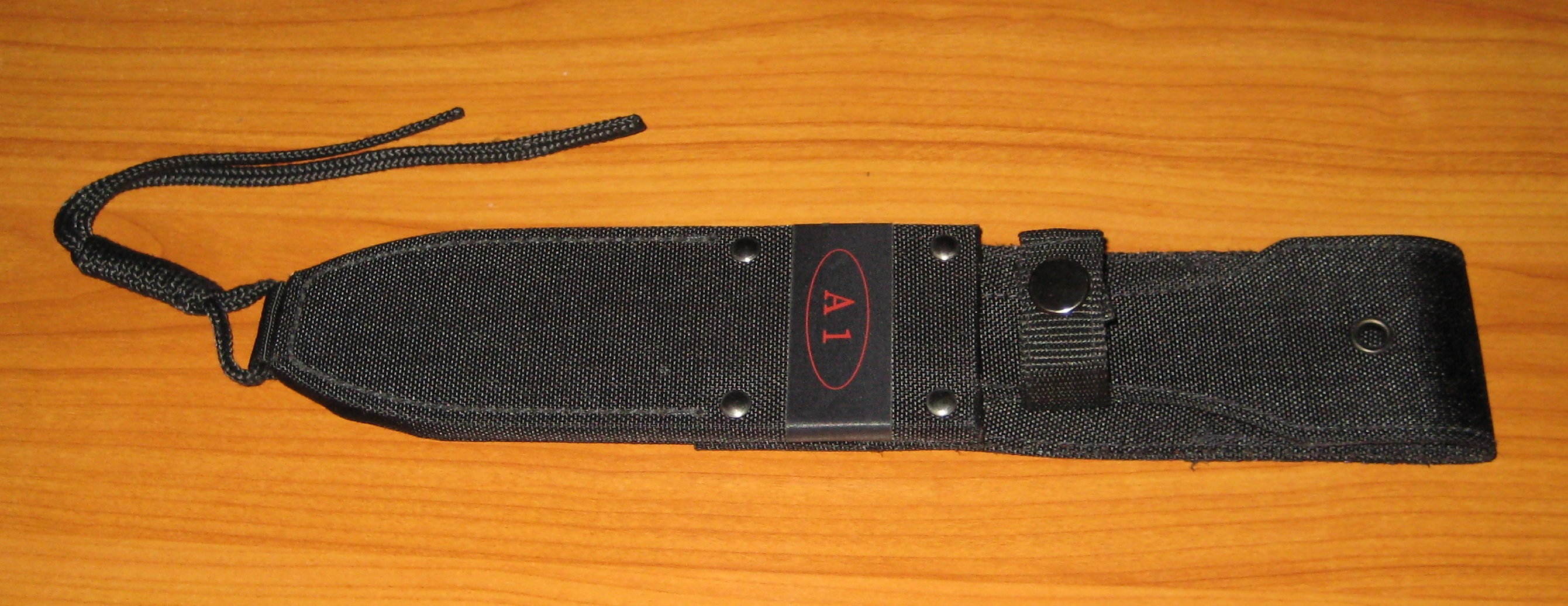
Guaina in cordura per Fallkniven A1

### Varianti della serie S1

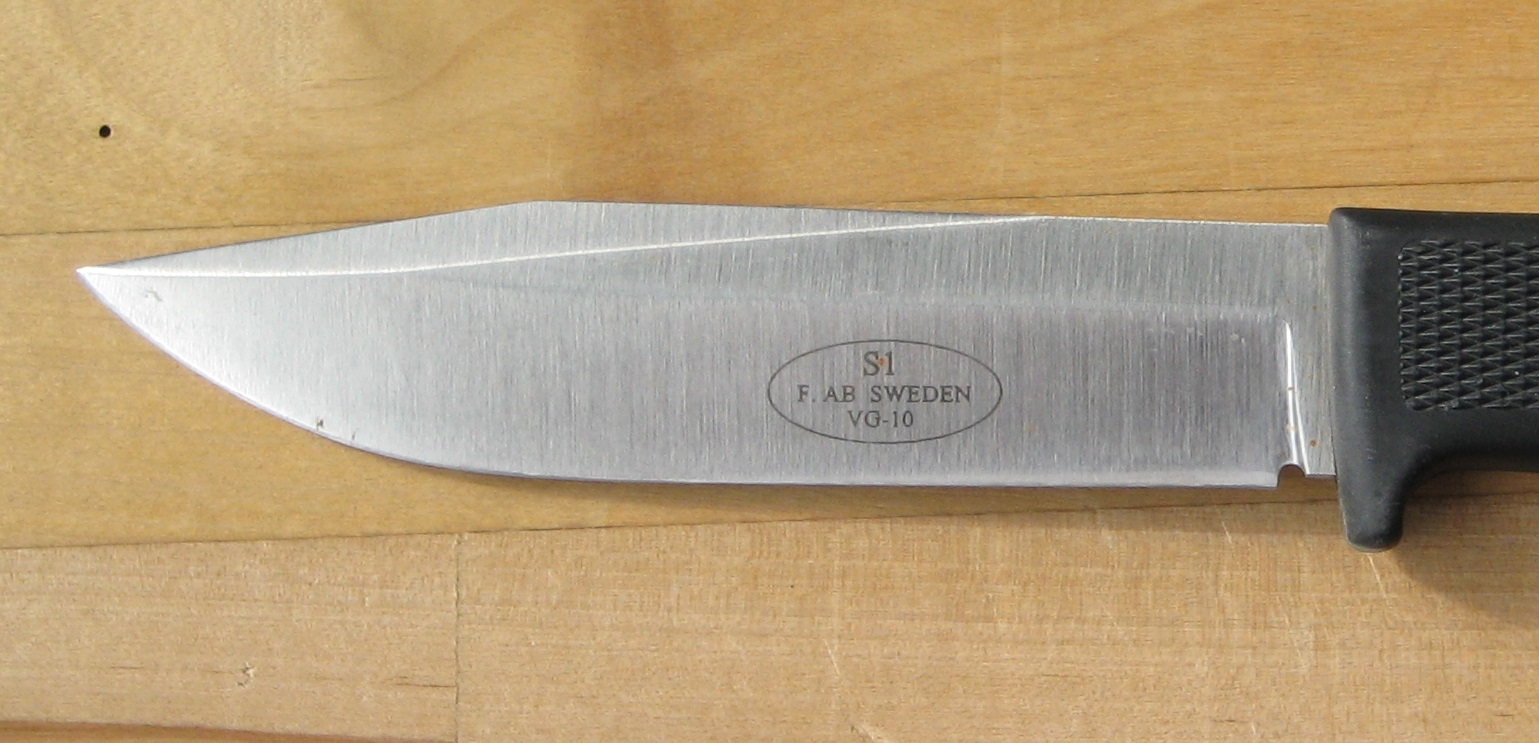
Fallkniven S1, primo timbro di produzione.

Il coltello poteva essere acquistato con una guaina di cuoio marrone aperta (come quella nera attuale) o una guaina di cordura simile alla A1. 

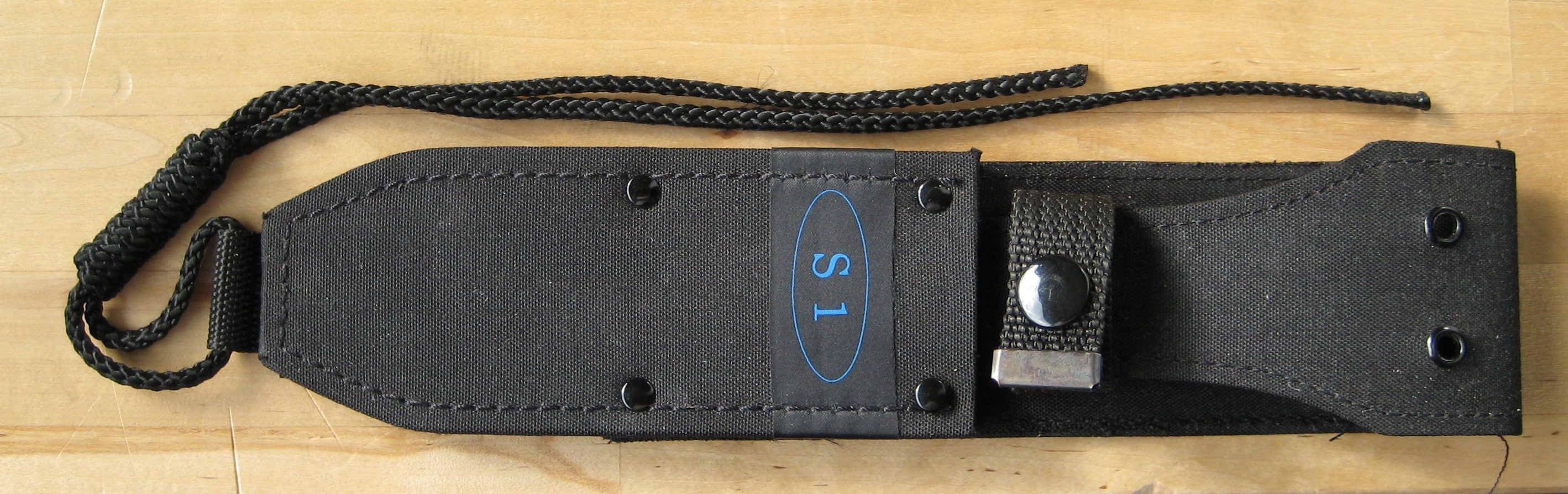
Guaina in cordura per Fallkniven S1

### Edizioni speciali
Offerte Fällkniven precedenti che hanno un numero di serie o sono in edizione limitata. Non più disponibili nei negozi.
- 200 primi prototipi Fällkniven F1 realizzati a mano.
- 15000 # Fällkniven prima produzione civile della F1 (5000 di questi hanno anche il numero M per l'aeronautica svedese)
- 500 # Fällkniven F1 con rivestimento in ossido di titanio.
- 200 # Fällkniven F1 in VG-10 con impugnature Micarta.
- 6 F1 di Fällkniven in VG-10 con teflon grigio realizzato per Fenwick.
- 6 Fällkniven F1 in VG-10 con teflon verde realizzato per Fenwick.
- 110 Fällkniven F1 in 3G. Modelli di test.
- 780 # La prima produzione di Fällkniven H1.
- 400 # Fällkniven H1 con manici di cervo.
- 200 # Fällkniven WM1 con maniglie Micarta.
- Edizione 1000 # Fällkniven F1 3G Anniversary. Contrassegnato con corone su entrambi i lati del logo della lama.

(# significa numerato individualmente).

## Approvati dai "Navy" e dalla Marina Americana
Nel novembre 2000, le versioni nere dei modelli F1 e S1 furono testate e approvate per l'uso da parte degli equipaggi aerei del Corpo dei Marines degli Stati Uniti e della Marina degli Stati Uniti. Hanno soddisfatto i requisiti di funzionalità, design, robustezza e affidabilità del Centro di Guerra Aerea e Navale.